# Cantuaria napua
Cantuaria napua är en spindelart som först beskrevs av Forster 1968.  Cantuaria napua ingår i släktet Cantuaria och familjen Idiopidae. Inga underarter finns listade.